# 대한로 (합천 의령)
대한로(Daehan-ro)는 경상남도 합천군 대양면 덕정리 덕장삼거리와 의령군 부림면 감암리 오소교를 잇는 경상남도의 도로이다.

## 주요 경유지
경상남도
- 합천군 (대양면) - 의령군 (봉수면 . 부림면)

## 노선
| 이름         | 접속 노선                | 소재지 | 소재지 | 비고                     |
| ------------ | ------------------------ | ------ | ------ | ------------------------ |
| 덕장삼거리   | 대야로                   | 합천군 | 대양면 |                          |
| 아홉사리재   |                          | 합천군 | 대양면 |                          |
| 백신교       |                          | 합천군 | 대양면 |                          |
| (이름없음)   | 청계로                   | 의령군 | 봉수면 | 지방도 제1011호선과 중복 |
| (이름없음)   | 궁류로                   | 의령군 | 봉수면 | 지방도 제1011호선과 중복 |
| 죽전교       |                          | 의령군 | 봉수면 |                          |
| 삼가교       |                          | 의령군 | 봉수면 |                          |
| 삼동교       |                          | 의령군 | 봉수면 |                          |
| 서득교       |                          | 의령군 | 봉수면 |                          |
|              |                          | 의령군 | 봉수면 |                          |
| 서득교삼거리 | 부림로 천해로            | 의령군 | 부림면 |                          |
| (이름없음)   | 국도 제20호선 (의합대로) | 의령군 | 부림면 |                          |
| (이름없음)   | 낙서로 입산로            | 의령군 | 부림면 |                          |

## 주요 건물 및 시설
- 봉수면 행정복지센터 (대한로 1188/죽전리 1316-1)
- 농협 동부농협 봉수지점 (대한로 1203/죽전리 401-1)
- 봉수보건지소 (대한로 1213/죽전리 357-1)
- 의령봉수우체국 (대한로 1225/죽전리 539-3)
- HD현대오일뱅크 중동주유소 (대한로 1658/신반리 867)
- 의령소방서 부림119안전센터 (대한로 1666/신반리 858)
- GS25 의령신반점 (대한로 1730/신반리 161-38)
- 부림면 행정복지센터 (대한로 1761/신반리 545-2)
- 신반우체국 (대한로 1764/신반리 350-1)
- 농협 의령축협 하나로마트 신반점 (대한로 1779/신반리 508)